# Виртуална реалност
Виртуална реалност (на английски: virtual reality) е термин, обозначаващ нереален свят, създаван чрез компютърни системи и аудио-видео апаратура. Тя е среда, която физически не съществува, но е създадена от информационните технологии, затова най-краткото определение за нея е „нефизическа реалност“. Проектирането на образите може да се осъществява не само върху монитор, но и чрез стереоскопични очила. Допълнителна информация на сетивата на човека се дава и чрез звука, който може да е част от симулацията.
Потребителите обикновено могат да управляват поведението на виртуалната среда с помощта на компютърната клавиатура или със специално проектирани за целта устройства като например киберръкавиците. Виртуалната среда може да е сходна с обкръжаващия ни свят – например при тренировки на пилотите на самолети, но може и силно да се различава – например във фантастичните компютърни игри.
На практика е доста сложно да се създаде пълно усещане за реалност във виртуалната среда и това е свързано с процесорните мощности, необходими за създаването ѝ.
Терминът „виртуална реалност“ е въведен от Джейрън Ланиър, чиято компания VPL Research създава първите такива системи в началото на 80-те.

## История

### Преди 1950 г.
Първото появяване на термина „виртуална реалност“ е плод на научната фантастика, той произлиза като термин от кратък разказ „Pygmalion's Spectacles“  написан от Стенли Г. Вайнбаум през 1935 г.
В разказа се описва идеята как чифт очила пренасят човека във фиктивен свят чрез усет, ухание и вкус.

### 1950 г. – 1970 г.
През 1962 г. кинорежисьора Мортон Хайлиг измисля кабина наподобяваща аркадните машини за игри – Sensorama – и заснема 6 късометражни филма за нея:
- Motorcycle

- Belly Dancer
- Dune Buggy
- Helicopter
- A date with Sabina
- I’m a coca cola bottle!

Филмите въвличат зрителя в нереалния свят като взаимодейства с всички сетива. Машината постига това като използва стерео колони, вибриращ стол, вентилатори, генератори за ухания и стереоскопичен 3D екран. Sensorama е механично устройство създадено преди дигиталната епоха, въпреки това функционира.
През 1968 – Иван Съдърланд с помощта на своят студент Боб Спруул, създава първия визьор за виртуална реалност, който е свързан с компютър – Дамоклев Меч. Компютърно генерираните образи в програмата са били прости обекти и чертежи на стаи.

### 1970 г. – 1990 г.
През 1978 г. MIT (Massachusetts Institute of Technology) създават програмата „Aspen Movie Map“. Тя представлява виртуална симулация на Аспен, Колорадо където потребителите могат да се разхождат по улиците на Аспен. Програмата има три режима: лято, зима и полигони. Полигони е пресъздаден 3D модел на града, докато Лято и Зима са базирани на снимки детайлни снимки, които учените са заснели от всяко кътче на града през двата сезона.
През 1982 г. Atari е основава лаборатория за изследване на бъдещето на дигиталните развлечения, но две години по-късно спират проекта. Служителите, които са били наети да работят по този проект – Том Зимерман, Скот Фишър, Джарон Лейнър и Бренда Лаурел – изиграват важна роля в разработването на различни технологии свързани с виртуалната реалност.
През 1985 г. Джейрън Ланиър, един от пионерите в областта на виртуалната реалност, основава компанията VPL Research, където разработват няколко устройства за виртуална реалност като: „Data Glove“, „Eye Phone“ и „Audio Sphere“. VPL Research продават права си върху Data Glove на гейм студиото Mattel, които след това създават „Power Glove“. Power Glove е струвал само 75 щ.д., но въпреки достъпната цена не е бил толкова популярен, понеже е бил труден за ползване.
През 1990 г. Джонатан Валдерн демонстрира системата „Virtuality“ на изложението Computer Graphics 90 в Лондон. Тази нова система представляво аркадна машина, която посредством визьор за вирутална реалност позволява на играчите да се потопят във виртуалния свят.

### 1990 г. – 2000 г.
През 1991 г., Sega пускат Sega VR шлемовете за аркадни игри и Mega Drive конзолата. Те използват шлем с LCD екран и стерео слушалки, и инерционни сензори, които позволяват на системата да проследява и реагира на движенията на главата на потребителя.
През 1991 г. Computer Gaming World предсказва „Достъпност на Виртуалната реалност от 1994“.
В 1994 г. Apple пусна QuickTime VR – широко достъпен продукт за взаимодействие с VR модели.
През 1995 Nintendo създава конзолата Virtual Boy и е разпространява в Япония от 21 юли 1995 и в Северна Америка от 15 август 1995.
Също така през 1995 г., една група в Сиатъл, създаден публични демонстрации на „CAVE-like“ 270 градусова прожекционна зала, наречена „Виртуална среда в театър“, продуциран от предприемачите Chet Dagit и Bob Jacobson.
Forte пусна VFX1, виртуален шлем за PC през 1995 г., който е подкрепен от производителите на игри, включително Descent, Star Wars: Dark Forces, System Shock и Quake.
През 1999 г., предприемача Philip Rosedale създава Linden Lab с първоначален акцент върху развитието на хардуер, който ще даде възможност на потребителите на компютри да бъдат напълно потопени в 360 градусова виртуална реалност.

### 2000 г. – наши дни
През 2001 г. SAS3 или SAS Cube е станала първата компютърно базирана стая, направена от Z-A Production (Maurice Benayoun, David Nahon), Barco, Clarte, инсталирана в Лавал, Франция през април 2001 г. Библиотеката SAS създава Virtools VRPack.
През 2007 г. Google въвеждат Street view опция, която показва панорамна гледка от световни места, като пътища, вътрешни сгради и селски райони. Тя също така разполага със стереоскопичен 3D режим, въведен през 2010 г.
През 2010 г. Палмер Лъки, който по-късно основава Oculus VR, проектира първият прототип на Oculus Rift. Tози прототип, построен по идея на други шлемове за виртуална реалност, показвал само 2D изображение и бил видимо тромав за носене. Въпреки това, е бил подсилен с 90 градусова визия, която преди никъде не се е виждала на пазара по това време. Този първоначален проект, по-късно ще послужи като основа на другите проекти, които ще се появат.
През 2013 г. Нинтендо подава патент за концепцията за използване на технология за виртуална реалност за да се произвежда реалистичен 3D ефект на 2D телевизия. Камера на телевизора засича мястото на зрителя спрямо телевизора, и ако зрителя се мърда, всичко на екрана се преориентира по подходящ начин. Например, ако гледате в гора, ще можете да си завъртите главата надясно за да откриете, че някой седи зад едно дърво.
На 25 март 2014 г. Facebook закупи компанията Oculus VR за 2 млрд. щатски долара, която прави шлемове за виртуална реалност. Sony обявява Project Morpheus (кодово име за PlayStation VR), шлем за виртуална реалност за PlayStation 4.
От 2013 г., е имало няколко устройства за виртуална реалност, които искат да навлязат на пазара, за да се допълни Oculus Rift и да се подобри изживяването от игрите. Virtuix Omni, се основава на способността да се движат в триизмерна среда чрез многопосочена монотонна работа. Gloveone e първата ръкавица, разработена за усещане на докосването и да изглежда така, че потребителят има нещо в ръката си.
През февруари-март 2015 HTC, в партньорство с Valve Corporation, обявява своите шлемове за виртуална реалност HTC Vive и контролери, заедно с тяхната технология за проследяване наречена Lighthouse. Компанията очаква пускането на Vive за обществеността през април 2016.
През юли 2015 г. OnePlus стана първата компания пуснала продукт, използвайки виртуална реалност. Те са използвали виртуалната реалност, като платформа за да основат второто си водещо устройство на OnePlus 2, за първи път видимо използвайки приложение от Google Play Store и после от YouTube. Стартирането беше видимо благодарение на OnePlus Cardboard, въз основа на платформата Cardboard създадена от Google. При стартиране виртуалната реалност имаше време на работа 33 минути и беше видимо във всички страни.
Също така през 2015 г. Jaunt стартира компания разработваща камери и облачна платформа за разпространение, чието съдържание ще бъде достъпно с помощта на приложение, достигнало 100 милиона щатски долара чрез финансиране от източници, като Disney и Madison Square Garden.
IDC твърди, че към 2020 г. глобалните продажби на VR шлемове ще достигнат 64.8 милиона на година, което трябва да направи джаджите доста по-популярни от гейм конзолите. Като сравнение, за 2015 г. продажбите на конзоли са били 42.4 милиона. От тях на PlayStation 4 се падат 17.3 милиона бройки, а на XBOX One – 8.6 милиона. 

## Употреба

### Обучение и тренировки
Възможностите на виртуалната реалност в образованието са безкрайни и носят много предимства за учениците от всички възрасти.
Използва се за обучение на професии, където управлението на реални машини е свързано с повишен риск от грешки. (капитан на кораб, пилот на самолет, машинист на влак и т.н.)

#### Тренировки
Използването на виртуална реалност в тренировъчната среда, позволява на професионалистите да подобрят своите умения без да има риск от контузии и наранявания.
Виртуалната реалност играе важна роля в бойните тренировки на армиите. Позволява се на новобранците да тренират под контролирана среда, където се сблъскват с голямо разнообразие от различни бойни ситуации. Пълно потапяне във виртуалната реалност става благодарение на шлем с дисплей закрепен на главата, костюми и ръкавици за информация. Oборудването позволява повече тренировки за по-малък период от време.
Виртуалната реалност също се използва за симулация на полет, където хората се тренират за пилоти. Симулаторът стои на хидравлична асансьорна система, която реагира на входната информация и събитията на потребителя. Когато пилота управлява самолета, модула ще се наклони за да може съответно да се осигури обратна връзка. Симулаторът за полети варира от напълно ограден модул до серия от копютърни монитори осигуряващи изгледната точка на пилота. Най-важните причини за използването на симулаторите върху учението с реални самолети са намаляването на времето необходимо за тренировката по кацане и реалното летене, както и безопасността и липсата на замърсяване на въздуха.
По същата причина, за Военни цели виртуалните симулатори се използват за управление на танк, преди да управляваш истински танк.

### Виртуално изкуство
През 70-те и 80-те години пионерите с богат опит, като Майрон Крюгер, Дан Сандин или Мортън Хайлиг, експериментират със сетивни интеракции, комуникация, символни изображения и мултисензорни опити, които трябвало да създадат в зрителя илюзията, че се намира в нереален свят, с който той да взаимодейства, също както с реалния. Според твърдение на Хайлиг познанията на артиста за човешките сетивни възприятия могат да бъдат от значителна полза за неговия артистичен изказ.
Първите предпоставки за „виртуално изкуство“ възникват още преди разпространяването на компютрите. По-късно артисти, които имали достъп до изследователските лаборатории, получават възможността да експериментират със системи като Head Mounted Displays (Helm) и CAVE® (стая с кубична форма и прожекционни повърхности вместо стени). По това време са показани творби като Osmose на Чар Дейвис, World Skin, a Photo Safari in the Land of War на Морис Бенайон (която през 1998 е отличена с Golden Nica на фестивала Ars Electronica и е поставена за постоянна експозиция в едноименния музей), Mitologies на интердисциплинарната група около Roussos, Bizri и др., Dancing with the Digital Dervish на Даян Громола и Яков Шарир, configuring the CAVE на Джефри Шоу и неговите сътрудници (в ICC-музея на Tokyo).

### Културно наследство
През 1994 г. Британският музей въвежда „виртуална разходка“ в 3D реконструкция на Dudley Castle, както е изглеждал през 1550 г.
През Август 2015 г. Британският музей заедно със Samsung прави „виртуална разходка“ в Бронзовата епоха. 
През януари 2016 г. „Музеят на Салвадор Дали“ във Флорида използва виртуална реалност, за да потопи посетителите в творбите на Салвадор Дали.

### Машиностроене
Програмни продукти като CATIA, NX, SolidWorks, Inventor, Solidedge и др., се използват за създаване на 3D виртуални модели на машини и изделия от различни индустрии. По този начин конструкторите използват виртуалната реалност, за да си представят детайлите по-лесно, допускат по-малко грешки при проектиране, могат да изчисляват якостно детайлите и симулиране тяхното движение, както и проверка за колизии. Има възможност да се презентира 3D виртуален модел на изделието пред клиента като макет, преди да е произведено.

### Архитектура и строителство
Архитектите и строителните инженери използват програмни продукти като Revit, Bently, Tekla, Vectorworks и др. за създаване на 3D модели на сгради и съоръжения. Архитектът създава виртуален модел на сградата заедно с инфраструктурата около нея, рендерира модела в 3DS MAX за да получи реално качествено изображение. Дава се възможност да представи изделието пред клиента и да се вземе правилното решение. Строителните инженери използват 3D виртуални модели за изчисление на конструкцията и създаване на документация за строеж.

### Инфраструктура и пътно проектиране
В инфраструктурното проектиране се използват 3D виртуални модели за проектиране на пътища, железопътни линии, тунели, мостове, метростанции и други съоръжения. Използват се програми като Civil, Advanced Road Design и др.

### Терапия
Терапията тип „виртуална реалност“ е едно от нововъзникналите и най-ефективни приложения на новите технологии, при която пациентите биват стимулирани в една напълно контролирана среда. Това позволява ефективно лечение на психични проблеми и фобии. 

### Наука
В науката виртуалната реалност позволява обучение, виртуално прототипиране, както и визуализация на големи обеми от данни.
В България, съответно във Варна и София са създадени лаборатории за Виртуална Реалност.

### Филми
През 1999 г. „Матрицата“ представя как света, който разбираме и живеем в него като огромна Виртуална реалност (или по-скоро симулативна реалност) създадена от напреднали машини с изкуствен интелект. Това е един от първите филми, където поставят под съмнение човешките сетива, разбирания и усещанията за света.
През 2009 г. „Аватар“ представя как хората в бъдещето ползват футуристични терминали, от където управляват „Аватарите“ и усещат всичко което правят с тях – усет, вкус, мирис, емоции и т.н.

## Негативни ефекти
Както при всичко, и тази технология има отрицателни страни.
Неприятен ефект от използването на системата е прилошаване и завиване на свят. Например, тялото казва на мозъка, че не се движи, но във виртуалната реалност очите виждат, че се движи, и организмът се обърква, което довежда до реакция, наподобяваща морска болест. Ако използването на технологията е умерено, не се прекалява и се дава време на организма да се адаптира, няма да има странични реакции.

## Търговски индустрии
Фирмите, работещи в сектора на виртуалната реалност, участват в три категории: хардуер (производство на шлемове и устройства, специфични за технологията), софтуер (производство на софтуер за взаимодействие с хардуера) и съдържание (производство на съдържание, независимо дали интерактивно или пасивно, за консумация с хардуера).
Шлемове
- Карл Цайс (Carl Zeiss Cinemizer)

- Фейсбук (Oculus Rift)

- HTC (HTC Vive)
- Razer (OSVR Hacker Dev Kit)
- Гугъл (Google Cardboard)
- Самсунг (Samsung Gear VR)
- Sony Computer Entertainment (PS VR)
- Starbreeze Studios (StarVR)
- Майкрософт (Microsoft HoloLens)
- VRVana (Totem)
- Gameface
- Altergaze
- Durovis Dive

Входни устройства
- Cyberith Virtualizer
- Нокия (Nokia OZO camera)
- Leap Motion
- Intugine
- Sixense
- Virtuix Omni
- ZSpace (company)

Софтуер
- VREAM

Съдържание
- Framestore
- Innervision
- Moving Picture Company
- Reel FX
- xRes

Нововъзникващи технологии
- Magic Leap
- 360-градусово видео
- Ultrahaptics
- Intel RealSense
- HoloLens
- VRVana

Компании
- Гугъл
- Фейсбук
- Apple
- HTC
- Valve
- Самсунг
- Майкрософт
- Интел
- Campustours

## Допълнение
Виртуалната реалност е технология която, позволява потребителя да взаимодейства с компютърно симулирана среда, било то истинска или въображаема. Повечето познати днес среди на виртуална реалност са предимно визуални преживявания прожектирани на компютърния екран или през специални стереоскопични дисплеи, но някои симулации включват допълнителна сензорна информация, като звук през говорители или слушалки. Някои съвременни „хаптични“ системи включват и осезателна информация, позната като Force feedback и срещана в медицински приложения и игри. Потребителите могат да взаимодействат със средата чрез употребата на обикновени входни устройства като клавиатура и мишка, но и чрез многомодални устройства като: „Ръкавицата с кабели“ (Wired glove), „Полемусовата буум ръка“(Polhemus boom arm) или „Действащ във всички посоки механизъм“ (omnidirectional treadmill). Симулационната среда може да бъде подобна на реалния свят, например, симулации за пилотски или бойни тренировки, или може да се различава както е в някои игри. На практика към настоящия момент е много трудно да се създаде преживяване във виртуална реалност с висока точност на възпроизвеждане, поради липсата на достатъчно мощна изчислителна сила за размера на изображението и широчината на информационния канал. Все пак, тези ограничения се очаква да бъдат преодолени за в бъдеще, когато изчислителната, изобразителна и информационна технологии станат по-мощни.